# أمراض متقدرية
أمراض متقدرية (بالإنجليزية: Mitochondrial diseases) أو أمراض الميتوكندريا هي مجموعة من الاضطرابات الناتجة عن خلل في وظيفة الميتوكندريون (كما تسمى أيضا المتقدرة) وهي عضية تنتج الطاقة للخلية. توجد المتقدرات في كل خلايا جسم الإنسان باستثناء خلايا الدم الحمراء وتعمل على تحويل جزيئات الطعام إلى طاقة آي تي بي تغذي الخلية.
تنتج أمراض الميتوكندريا أحيانا (حوالي 15%) عن طفرات في دنا الميتوكندريا مما يؤثر على عملها، وأحيانا أخرى تنتج عن طفرات في جينات الحمض النووي للنواة والذي يقوم بتشفير وصناعة أغلب البروتينات التي تحتاجها الميتوكوندريا وأي طفرة وراثية أو خلل في صناعة أي من هذه البروتينات من الممكن أن يؤدي إلى المشكلة. تكتسب أمراض الميتوكوندريا خصائص فريدة من نوعها بسبب الطريقة التي تنتقل بها الأمراض وراثيا وبسبب أن للميتوكوندريا دور حيوي للغاية في وظيفة الخلية.

## العلامات والأعراض
تشمل الأعراض:
- ضعف النمو
- فقدان تنسيق العضلات
- ضعف العضلات
- مشاكل بصرية
- مشاكل في السمع
- إعاقات التعلم
- أمراض القلب
- أمراض الكبد
- أمراض الكلى
- اضطرابات الجهاز الهضمي
- اضطرابات الجهاز التنفسي
- المشاكل العصبية
- الخلل اللاإرادي
- الخرف

الحالات المكتسبة التي يحدث فيها اختلال وظيفي في الميتوكوندريا هي:
- داء السكري.
- مرض هنتنغتون.
- السرطان.
- مرض ألزهايمر.
- مرض الشلل الرعاش.
- الاضطراب الثنائي القطب وانفصام الشخصية والشيخوخة واضطرابات القلق.[4][5][6][7]
- أمراض القلب والأوعية الدموية.
- الضياع العضلي العظمي.
- متلازمة التعب المزمن.

يُعدّل الجسم -بالإضافة للطفرات- من خلال متغيرات الجينوم الأخرى، قد تسبب الطفرة نفسها عند شخص ما أمراضاً في الكبد بينما تسبب عند شخص آخر اضطرابات في الدماغ. قد تكون شدة الخلل المحدد كبيرة أو صغيرة أيضًا. تشمل بعض العيوب عدم تحمل الجهد أثناء النشاط الفيزيائي، غالبًا ما تؤثر العيوب على قدرة الميتوكوندريا والأنسجة المتعددة بدرجة كبيرة، ما يؤدي إلى أمراض في أجهزة الجسم المتعددة.
وكقاعدة عامة، تكون أمراض الميتوكوندريا أسوأ إنذارًا عندما تكون الميتوكوندريا المعيبة موجودة في العضلات أو المخ أو الأعصاب، لأن هذه الخلايا تستخدم طاقة أكثر من معظم الخلايا الأخرى في الجسم. على الرغم من اختلاف أعراض أمراض الميتوكوندريا اختلافًا كبيرًا من شخص لآخر، فقد حُددت العديد من الفئات السريرية الرئيسية لهذه الحالات، استنادًا إلى المظاهر والأعراض والعلامات الأكثر شيوعًا المرتبطة بالطفرات المعينة التي تميل إلى التسبب فيها.
والسؤال الذي يُعتبر موضعاً للبحث هو ما إذا كان نفاذ إيه تي بّي (ATP) أو أنواع الأكسجين التفاعلية هي في الواقع مسؤولة عن النتائج المُلاحظة ظاهريًا.
ذُكر في بعض الأحيان أن وجود ضمور أو نقص تصنع مخيخي ممكن أن يكون مرتبطًا بهذه الأمراض.

## الأسباب
تنشأ اضطرابات الميتوكندريا بسبب (طفرات مكتسبة أو موروثة) في دي إن إيه المُتقدرة، أو في جينات الحمض النووي الذي يقوم بتشفير أغلب البروتينات التي تحتاجها الميتوكوندريا. قد تكون أيضا نتيجة خلل مكتسب في وظيفة الميتوكوندريا بسبب الآثار العكسية للعقاقير أوالعدوى أو أسباب بيئية أخرى.
يحتوي الحمض النووي على نسختين لكل خلية (باستثناء خلايا الحيوانات المنوية)، إحدى النسخ موروثة من الأب والآخر من الأم. على أي حال فإن الحمض النووي للميتوكوندريا تُورث بدقة من الأم ويحتوي كل عضية من الميتوكوندريا عادة ما بين 2 و 10 نسخ mtDNA. تفصل الميتوكوندريا بشكل عشوائي بين الخليتين الجديدتين أثناء الانقسام الخلوي، تصنع هذه الميتوكوندريا المزيد من النسخ، وعادة ما تصل إلى 500 ميتوكوندريا لكل خلية. عندما تُنسخ mtDNA أثناء تكاثر الميتوكوندريا، يمكن أن تتراكم طفرات عشوائية وهذه الظاهرة تسمى التغاير. إذا كانت بعض نسخ mtDNA الموروثة من الأم معيبة، فقد يؤدي تقسيم الميتوكوندريا إلى أن تنتهي معظم النسخ التالفة في واحدة فقط من الميتوكوندريا الجديدة. قد يصبح مرض الميتوكوندريا واضحًا سريريًا بمجرد وصول أعداد الميتوكوندريا المتأثرة إلى مستوى معين، وتسمى هذه الظاهرة «عتبة التعبير».
تحدث طفرات الحمض النووي في الميتوكوندريا بشكل متكرر، بسبب نقص قدرة الحمض النووي على التحقق من الخطأ. هذا يعني أن اضطرابات الحمض النووي للميتوكوندريا قد تحدث بشكل نسبي وعفوي. قد تؤدي أيضًا العيوب في الإنزيمات التي تتحكم في تكرار الحمض النووي للميتوكوندريا (والتي شُفرت جميعها بواسطة جينات في الحمض النووي) إلى حدوث طفرات في الحمض النووي للميتوكوندريا.
يجري التحكم في معظم وظائف الميتوكوندريا والتكوين الحيوي بواسطة الحمض النووي. يشفر الحمض النووي للميتوكوندريا البشري 13 بروتينًا من سلسلة الجهاز التنفسي، في حين أن معظم البروتينات والمكونات التي يُقدّر عددها بـ 1500 بروتين والتي تستهدف الميتوكوندريا مُشفرة نوويًا. ترتبط العيوب في جينات الميتوكوندريا المشفرة نوويًا بالمئات من الأنماط المرضية السريرية بما في ذلك فقر الدم والخرف وارتفاع ضغط الدم وورم الغدد اللمفاوية واعتلال الشبكية والنوبات واضطرابات النمو العصبية.
اكتشفت دراسة أجراها باحثون من جامعة ييل (نُشرت في عدد 12 فبراير 2004 من مجلة نيوإنغلاند الطبية) دور الميتوكوندريا في مقاومة الأنسولين عند مرضى السكري من النمط الثاني. وقد أظهرت دراسات أخرى أن الآلية قد تنطوي على انقطاع إشارات الميتوكوندريا عن خلايا الجسم. أظهرت دراسة أجريت في مركز بنينغتون للأبحاث الطبية الحيوية في باتون روج، لويزيانا، أن هذا بدوره يعطل جزئيًا الجينات التي تنتج الميتوكوندريا.

### أمثلة
من الأمثلة على أمراض الميتوكوندريا:
- اعتلال الميتوكوندريا.
- داء السكري والصمم (دي إيه دي DAD).

يمكن لهذا المزيج في سن مبكرة أن يسبب مرض الميتوكوندريا.
يمكن أن نجد داء السكري والصمم معًا لأسباب أخرى.
- اعتلال الأعصاب البصري الوراثي (إل إتش أو إن LHON).

فقدان بصر يبدأ في سن البلوغ.
اضطراب في العين يتميز بفقدان تدريجي للرؤية المركزية بسبب تنكس الأعصاب البصرية وشبكية العين.
يصيب 1 من كل 50000 شخص في فنلندا.
- متلازمة ليه، اعتلال الدماغ المصلب تحت الحاد.

يبدأ المرض عادة بعد التطور الطبيعي في وقت متأخر من السنة الأولى من الحياة، رغم أن ظهور المرض قد يحدث في مرحلة البلوغ.
يحدث انخفاض سريع في الوظيفة ويتصف بحدوث بالنوبات وتغير حالات الوعي والأمراض العقلية (الخرف) وفشل التهوية.
- الاعتلال العصبي والترنح والتهاب الشبكية الصباغي وتدلي الجفون (NARP).

أمراض عقلية (الخرف).
- اعتلال الدماغ المعدي المعوي المنشأ (MNGIE).

انسدادات كاذبة في السبيل الهضمي.
الاعتلالات العصبية.
- الصرع الرمعي العضلي مع الألياف الحمراء غير المنتظمة (MERRF).

الصرع الرمعي العضلي التدريجي.
«الألياف الحمراء غير المنتظمة» هي عبارة عن كتل من الميتوكوندريا المريضة التي تتراكم في منطقة تحت العضلة الليفية من الألياف العضلية وتظهر عندما تلطخ العضلات بصبغة ثلاثية الألوان في مخابر التشريح المرضي.
قصر القامة.
فقدان السمع.
الحماض اللبني.
عدم تحمل الجهد أثناء النشاط الفيزيائي.
- متلازمة ميلاس (MELAS).
- متلازمة نفاد الحمض النووي DNA في الميتوكوندريا.

يمكن لحالات مثل ترنح فريدريك أن تؤثر على الميتوكوندريا ولكنها غير مرتبطة ببروتينات الميتوكوندريا.

## الآليات
يشار إلى وحدة الطاقة الشاملة الفعالة لطاقة الجسم المتوفرة بأنها تمثل قدرة توليد الغليكوجين اليومية، وتستخدم لمقارنة نتاج الميتوكوندريا عند الأفراد السليمين مع تلك الخاصة بالأفراد الذين يعانون من نقص مزمن في الغليكوجين. هذه القيمة بطيئة التغيير عند فرد معين، إذ تستغرق ما بين 18 و 24 شهرًا لإكمال دورة كاملة.
تعتمد قدرة توليد الغليكوجين بشكل كامل على مستويات الميتوكوندريا في جميع خلايا الجسم البشري، ومع ذلك، فإن العلاقة بين الطاقة المولدة بواسطة الميتوكوندريا وقدرة الغليكوجين كبيرة جدًا، ويتوسطها العديد من السبل الكيميائية الحيوية. يمكن التنبؤ بإنتاج الطاقة من وظيفة الميتوكوندريا الصحية الكاملة من خلال نظرية معقدة، ولكن هذه النظرية ليست واضحة، إذ يستهلك الدماغ معظم هذه الطاقة ولا يمكن قياسها بسهولة.

## التشخيص
عادة ما تُكشف أمراض الميتوكوندريا عن طريق تحليل عينات من العضلات، إذ يكون وجود هذه العضيات أعلى. الاختبارات الأكثر شيوعًا للكشف عن هذه الأمراض هي:
- اللطخة وذلك لنكشف عن وجود أي انحذاف أو تضاعف.
- PCR وتحليل الطفرات المحدد.
- التسلسل.

## التدبير
بقيت خيارات العلاج محدودة حاليًا، على الرغم من استمرار الأبحاث وكثيرًا ما تُعالج هذه الأمراض بالفيتامينات، على الرغم من عدم وجود دليل على فعاليتها. وقد اقتُرح دواء البيروفات في عام 2007 كخيار للعلاج.